# Rippe (Kakteen)

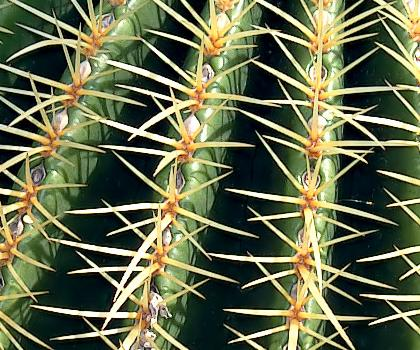
Rippen von Echinocactus grusonii

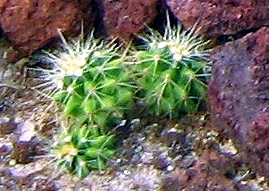
Jungpflanzen von Echinocactus grusonii

Als Rippe bezeichnet man bei den Kakteengewächsen die miteinander verschmolzenen Podarien einer Blattzeile.
Besonders gut kann das Verschmelzen der Podarien und die Herausbildung von Rippen im Jugendstadium von Echinocactus grusonii beobachtet werden, dessen Sämlinge noch deutliche Warzen besitzen. Mit zunehmendem Alter kommt es zu einer Erhöhung der Divergenzzahl, d. h. der Anzahl der Blattzeilen und damit zu einer Vermehrung der Anzahl der Rippen.

## Nachweise
- Walther Haage: Kakteen von A bis Z. 3. Auflage, Quelle & Meyer Verlag: Heidelberg, 1986, ISBN 3-494-01142-7, S. 655